# Altküla (Padise)
 Altküla – wieś w Estonii, w prowincji Harju, w gminie Padise.